# Thamnosophis infrasignatus
Thamnosophis infrasignatus — вид змій родини Pseudoxyrhophiidae. Ендемік Мадагаскару.

## Поширення і екологія
Thamnosophis infrasignatus поширені на сході острова Мадагаскар. Вони живуть в первинних і вторинних тропічних лісах. Живляться амфібіями і дрібними хамелеонами.